# Dockegöl
Dockegöl är en sjö i Ronneby kommun i Blekinge och ingår i Bräkneåns huvudavrinningsområde.